# José Sosa
José Ernesto Sosa (Carcarañá, 19 juni 1985) is een Argentijns betaald voetballer die bij voorkeur als aanvallende middenvelder speelt. Hij verruilde Beşiktaş JK in augustus 2016 voor AC Milan. Sosa debuteerde in maart 2007 in het Argentijns voetbalelftal. Op dit moment speelt hij bij Fenerbahce.

## Clubstatistatistieken
| Seizoen | Club              | Competitie       | Wed. | Dlp. |
| ------- | ----------------- | ---------------- | ---- | ---- |
| 2002/03 | Estudiantes       | Primera División | 6    | 1    |
| 2003/04 | Estudiantes       | Primera División | 28   | 1    |
| 2004/05 | Estudiantes       | Primera División | 32   | 4    |
| 2005/06 | Estudiantes       | Primera División | 36   | 3    |
| 2006/07 | Estudiantes       | Primera División | 33   | 2    |
| 2007/08 | FC Bayern München | Bundesliga       | 15   | 0    |
| 2008/09 | FC Bayern München | Bundesliga       | 17   | 2    |
| 2009/10 | FC Bayern München | Bundesliga       | 3    | 0    |
| 2009/10 | → Estudiantes     | Primera División | 17   | 3    |
| 2010/11 | SSC Napoli        | Serie A          | 24   | 1    |
| 2011/12 | Metalist Charkov  | Vysjtsja Liha    | 26   | 5    |
| 2012/13 | Metalist Charkov  | Vysjtsja Liha    | 21   | 7    |
| 2013/14 | Metalist Charkov  | Vysjtsja Liha    | 17   | 5    |
| 2013/14 | → Atletico Madrid | Primera Division | 15   | 0    |
| 2014/15 | → Beşiktaş JK     | Süper Lig        | 27   | 5    |
| 2015/16 | Beşiktaş JK       | Süper Lig        | 31   | 7    |
| 2016/17 | AC Milan          | Serie A          | 18   | 0    |
| 2017/18 | → Trabzonspor     | Süper Lig        | 9    | 0    |
| 2017/18 | Trabzonspor       | Süper Lig        | 16   | 0    |
| Totaal  | Totaal            | Totaal           | 391  | 46   |

## Erelijst
| Competitie              |                         |                         |                         |                         |
| Competitie              | Aantal                  | Jaren                   |                         |                         |
| Estudiantes de La Plata | Estudiantes de La Plata | Estudiantes de La Plata | Estudiantes de La Plata | Estudiantes de La Plata |
| ----------------------- | ----------------------- | ----------------------- | ----------------------- | ----------------------- |
| Primera División        | 1                       | 2006                    |                         |                         |
| Bayern München          |                         |                         |                         |                         |
| Bundesliga              | 1x                      | 2008                    |                         |                         |
| DFB-Pokal               | 1x                      | 2008                    |                         |                         |
| Atlético Madrid         |                         |                         |                         |                         |
| Primera División        | 1x                      | 2014                    |                         |                         |
| Besiktas                |                         |                         |                         |                         |
| Süper Lig               | 1x                      | 2016                    |                         |                         |